# گورگن ملیکیان
گورگن ورژی ملیکیان (ارمنی: Գուրգեն Վրեժի Մելիքյան؛ ۱۴ دسامبر ۱۹۳۶) تاریخ‌نگار ادبی زبان‌شناس، خاورشناس، فعال و استاد دانشگاه اهل ارمنستان است.

## زندگی‌نامه
وی در ۱۴ دسامبر ۱۹۳۶ در آبادان به دنیا آمد و از دانشگاه دولتی ایروان فارغ‌التحصیل گشت. وی برنده جوایزی همچون مدال موسس خورناتسی (۱۹۹۹)، Խոպան հողերի յուրացման համար (۱۹۶۵)، نشان صلیب رزمی (درجه دو ارمنستان) (۱۹۹۹)، آموزگار شایسته جمهوری ارمنستان (۲۰۱۲) است.
گورگن فرزند ورژ، آبادان ۱۹۳۶م - ایران‌شناس ارمنستانی. در خانواده‌ای کارگر زاده شد. در ۱۹۶۲م دورهٔ دانشکدهٔ زبان و ادبیات را در دانشگاه دولتی ایروان به پایان رساند. سپس در دانشکدهٔ خاورشناسی دانشگاه دولتی ایروان آغاز به کار کرد و زمانی نیز ریاست این دانشکده را برعهده داشت. ملکیان در ۱۹۸۴م از رسالهٔ دکتری خود با نام «عبارات جفت در زبان فارسی» دفاع کرد. وی آثار فراوانی دربارهٔ زبان فارسی به چاپ رسانده است. مقاله‌ای از او با نام «تاریخ تحقیق عبارات جفت در زبان فارسی» (پیان دانشگاه دولتی ایروان، شمارهٔ ۳، ۱۹۸۳م) چاپ و منتشر شده است.
؛ == جستارهای وابسته ==
- فهرست نویسندگان ارمنی